# Teleskop (mechanika)

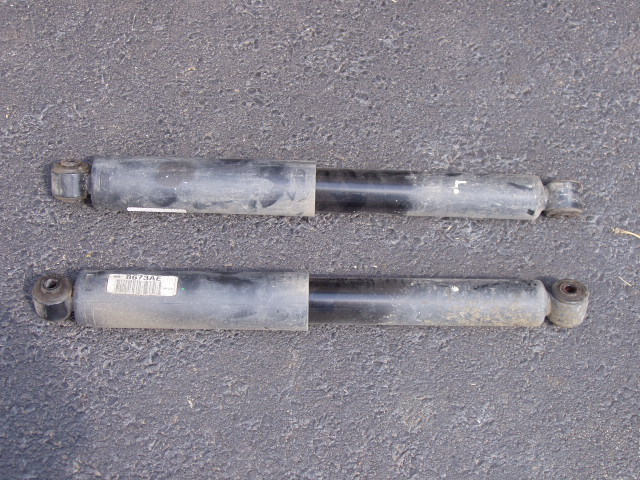
Teleskop

Teleskop, amortyzator teleskopowy – amortyzator składający się z dwóch rur o różnych średnicach, które wchodzą jedna w drugą. Wewnątrz rur może znajdować się sprężyna śrubowa resorująca i/lub urządzenie hydrauliczne (najczęściej olejowe) lub pneumatyczne albo hydropneumatyczne tłumiące drgania.